# Bowie (nóż)

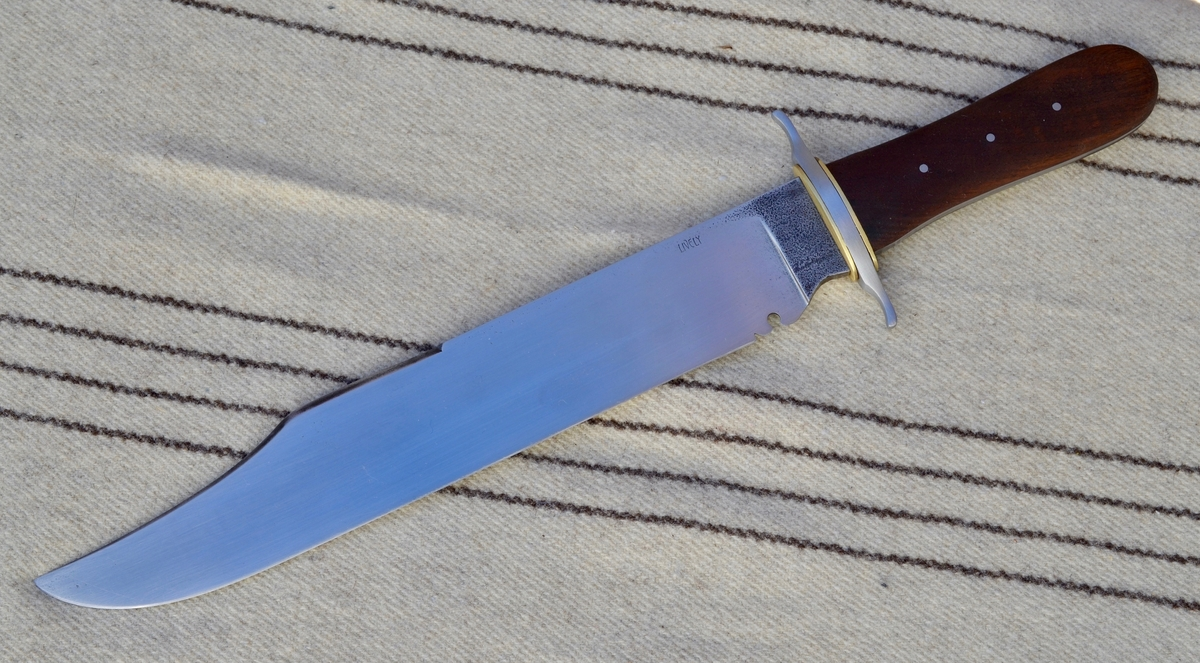
Nóż Bowie

Nóż Bowie (ang. Bowie knife) – rodzaj amerykańskiego noża myśliwskiego o prostej głowni, spopularyzowanego w początkach XIX wieku przez słynnego pioniera, Jima Bowiego. Pierwsze egzemplarze stworzył płatnerz James Black i choć nazwę „Bowie knife” zaczęto z czasem stosować w odniesieniu do wszystkich dużych, ciężkich noży o szerokiej głowni, właściwy „Bowie” winien mieć krótką rękojeść z małym jelcem i głownię z charakterystycznym wycięciem w kształcie półksiężyca na grzbiecie.
Nóż Bowie zawdzięcza swą nazwę pojedynkowi, jaki miał miejsce w roku 1827 na piaszczystej ławicy na Missisipi w miejscowości Natchez. Po pojedynku, w którym Jim Bowie nie brał udziału, wywiązała się bójka; Bowie został dwukrotnie postrzelony i pchnięty ostrzem szpady, ale przeciwnik nadział się na jego nóż. Repliki tego noża są wciąż popularne wśród kolekcjonerów; ich wytwórcami są liczne w USA firmy zajmujące się produkcją noży oraz setki amatorów.

## Opis

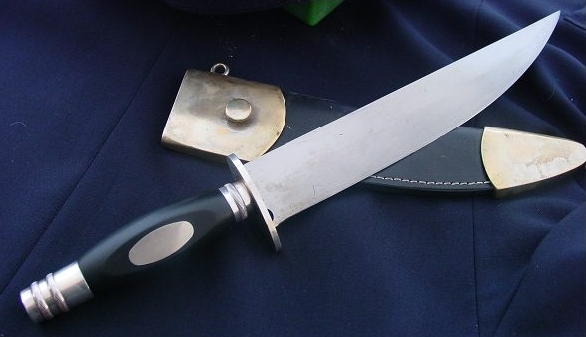
Kopia noża zrobionego dla Rezina Bowie, obecnie na wystawie w Alamo

Historyczny nóż Bowie nie powstał od razu; była cała seria noży udoskonalanych przez Jima Bowiego latami. Najwcześniejszy, zrobiony przez Jessie Clifta na zamówienie brata Bowiego, przypominał hiszpański nóż myśliwski i niewiele różnił się od zwykłego noża rzeźnickiego. Głownia, jak opisał ją Rezin Bowie (brat Jima), miała 24 cm długości, 0,64 cm grubości i 3,80 cm szerokości. Miała prosty grzbiet, opisywany przez naocznych świadków jako „tylec dużego noża rzeźnickiego” i pozbawiona była wycięcia sztychu oraz jelca, a rękojeść była prosta, drewniana.
Amerykański pisarz, Bernard Levine, uważa, że pierwszy nóż tego typu wykazywał bliskie związki z regionem śródziemnomorskim, szczególnie w odniesieniu do kształtu głowni, która była dość powszechna wśród Hiszpanów, przybywających do Meksyku i obszarów szeroko pojętego południowego zachodu dzisiejszych Stanów Zjednoczonych. Zapis z roku 1828, w którym mowa o przechwyconym pirackim szkunerze, na pokładzie którego ujęto (a następnie skazano i powieszono) hiszpańskich i południowoamerykańskich bandytów, dowodzi, że byli oni uzbrojeni w noże navaja, z głowniami podobnymi do wczesnych egzemplarzy „Bowie”:

Wśród tych [broni] była znaczna liczba długich noży, którymi Hiszpanie posługują się bardzo sprawnie. Są mniej więcej rozmiarów typowego angielskiego noża do krajania mięsa, ale o kilka cali dłuższych i z ostrzem po obu stronach sztychu.

Po bijatyce na ławicy piasku Jim Bowie stał się sławny, a bracia otrzymali wiele zamówień na noże o podobnym kształcie. W późniejszych latach opracowali projekty bardziej ozdobnych noży dla rozmaitych producentów, takich jak Daniel Searles czy John Constable . Angielski geograf George Featherstonhaugh określił je mianem „groźnych instrumentów... dumy arkansaskiej krwi, które wzięły swą nazwę od wybitnej postaci o porywczym charakterze” .
Według artykułu w prasie brytyjskiej z roku 1847 „Bowie” został skonstruowany wobec zapotrzebowania na broń do walki wręcz – „krótki mieczyk, znacznie krótszy od szabli czy innego miecza naszych czasów, lecz o ciężkiej klindze. Ta niemal rzeźnicka głownia jest na tyle ciężka, że ma siłę wystarczającą do zadawania ciosów na odlew i pozwala zarówno na cięcia, jak i pchnięcia. Noże Bowie są już produkowane w rozmaitych rozmiarach, ale przeważnie długością klingi dorównują nożom rzeźnickim”. Przed rokiem 1847 najczęściej spotykanymi nożami (jak np. wytwarzane przez Green River Works J. Russella w Greenfield w stanie Massachusetts) były te, które miały ostrza 20-centymetrowej długości, ale zdarzały się egzemplarze sięgające 45 cm. Głownię opisywano następująco:

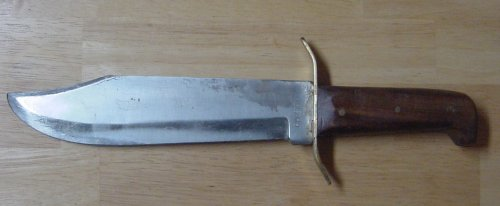
Nóż Jamesa Bowiego wyglądał prawdopodobnie tak

Grzbiet (tylec) zupełnie prosty na 2/3 długości, za to ostrze, około dwa cale przed końcem zaokrąglone; strona grzbietowa przed końcem wcięta i zaostrzona... Głownia przy rękojeści najcięższa, tam też znajduje się niewielki jelec. Ostrze jest proste, ale przechodzi w wygiętą, dwustronną krawędź tnącą, na odcinku około 2 cali długości sztychu...

Większość późniejszych wersji „Bowie” miała głownie na co najmniej 20 cm długie, a niektóre sięgały 30 cm lub więcej; ich relatywnie duża szerokość zamykała się w granicach 4 do 5 cm; stal była gruba (około 4,76 do 6,35 mm). Grzbiet noża był czasami okuwany miękkim metalem (zwykle mosiądzem lub miedzią). Jelec noża Bowie był często formowany w kształt litery „S”, co miało dodatkowo chronić rękę przed ciosem przeciwnika. „Bowie” miały czasami nacięcie tuż poniżej jelca, a nazywano je „hiszpańskimi nacięciami”. Owo „hiszpańskie nacięcie” służyło, zdaniem jednych badaczy, do chwytania ostrza noża przeciwnika, ale inni są zdania, że jego funkcje sprowadzały się do usuwania ścięgien zabitej zwierzyny, bądź naprawy lin i sieci, jako punktu od którego zaczynało się ostrzenie względnie jako miejsca łagodzącego zmęczenie materiału podczas walki, rąbania drewna i temu podobnych czynności. W myślistwie Bowie służył do skórowania lub ćwiartowania zabitej zwierzyny. W tym sensie używany jest podobnie jak tradycyjny fiński nóż myśliwski puukko, choć typowy, XIX-wieczny Bowie był od niego znacznie większy. Arkansaski badacz Russel Johnson tak opisał wymagania jakie stawiano przed Bowie: „musi być tak długi by mógł służyć jako miecz, tak ostry, by można było się ogolić i tak ciężki, by nadał się do rąbania” . Większość noży używanych przez myśliwych ma zaostrzoną tylko jedną krawędź głowni, co ma chronić przed przypadkowym skaleczeniem się.

## Bowie Blacka

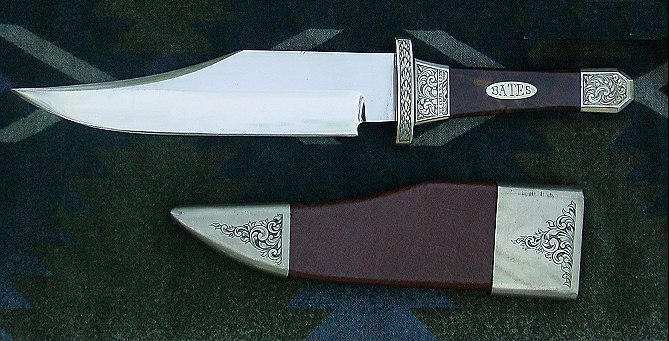
Bowie z „trumienną” rękojeścią

Najsłynniejsza wersja noża została zaprojektowana przez Jima Bowiego w postaci wyrzeźbionego w drewnie modelu i w grudniu 1830 roku wręczona arkansaskiemu płatnerzowi, Jamesowi Blackowi. Black zrobił nóż zamówiony przez Bowiego, ale jednocześnie odkuł drugi, bazujący wprawdzie na oryginalnym projekcie, ale z zaostrzonym wycięciem na końcu sztychu. Bowie bez wahania wybrał zmodyfikowaną wersję . Noże podobne w kształcie do Bowie, ale z tzw. „fałszywą krawędzią”, noszą dziś nazwę Sheffield Bowie, ponieważ około roku 1850, z powodu popularności oryginału, masowo zaczęły je wytwarzać fabryczki nożownicze w Sheffield w Anglii. Noże te eksportowano do USA, zwykle z rękojeściami z drewna, kości lub rogu i czasami z jelcami i ozdobami ze srebra. Bowie Blacka miał głownię o długości ok. 30 cm, szerokości 5 cm i grubości 6,25 mm. Grzbiet głowni pokryty był miękkim mosiądzem lub srebrem dla – jak twierdzono – chwytania ostrza przeciwnika w walce na noże, zaś mosiężny jelec osłaniał dłoń.
Według legendy w roku 1831 Bowie wrócił z wykonanym przez Blacka nożem do Teksasu, gdzie wdał się w walkę z trzema uzbrojonymi w broń palną mężczyznami wynajętymi do zabicia go przez człowieka, którego Bowie oszczędził w czasie bójki dwa lata wcześniej. Zgodnie z ówczesnymi doniesieniami Bowie uśmiercił swym nożem wszystkich trzech: jednemu z napastników niemal odciął głowę, drugiego wypatroszył, a trzeciemu roztrzaskał czaszkę.  Bowie zginął pięć lat później w boju o Alamo, a śmierć i jego nóż stały się jednym z amerykańskich mitów. Los oryginalnego noża pozostaje nieznany, jednakże nóż, na którym wygrawerowano napis „Bowie No. 1”, a będący w posiadaniu teksańskiego kolekcjonera, został pozyskany przez Muzeum Historyczne Arkansasu. Analiza laboratoryjna pozwoliła przypisać ów nóż Blackowi.
Warsztat płatnerski Blacka zaczął masowo wytwarzać te noże i sprzedawać ze sklepu znajdującego się w miejscowości Washington (Arkansas). Black ciągle ulepszał i poprawiał swe wyroby, ale w roku 1839, krótko po śmierci żony, jego były partner i teść wtargnął do domu, zaatakował Blacka pałką, w wyniku czego płatnerz niemal stracił wzrok i musiał zakończyć wykonywanie zawodu.
Noże Blacka słynęły ze swej twardości i jednocześnie giętkości; nikt po nim nie był w stanie tego wyczynu powtórzyć, tym więcej, że Black nikomu nie ujawnił sekretów swej techniki, a pracował za ciężką, skórzaną zasłoną. Są tacy, którzy twierdzą, że Blackowi udało się odkryć ponownie tajemnicę produkcji stali damasceńskiej. W roku 1870 siedemdziesięcioletni Black próbował przekazać swój sekret synowi ludzi, którzy się nim w podeszłym wieku opiekowali, ale niczego nie był sobie w stanie przypomnieć. Ów syn, Daniel Webster Jones, miał zostać w przyszłości gubernatorem Arkansasu .
Pogłoski o stali damasceńskiej Blacka są dziś podważane przez historyków i bronioznawców.

## W kulturze
Nóż Bowie od dawna był obecny w amerykańskiej kulturze, poczynając od kieszonkowych wydań westernowych nowel, a kończąc na fikcji literackiej w rodzaju powieści irlandzkiego pisarza Brama Stokera z roku 1897 Drakula. Pojawiał się również w telewizji i filmach, jak na przykład w filmie Alana Ladda z roku 1952, The Iron Mistress, który opowiada nie do końca prawdziwie o życiu Jamesa Bowiego, czy też w serialu telewizyjnym The Adventures of Jim Bowie z lat pięćdziesiątych XX wieku.
W końcowej scenie filmu Johna Forda Poszukiwacze (1958) grany przez John Wayne’a Ethan Edwards skalpuje przy pomocy noża Bowie wodza Komanczów, którego ścigał przez cały film.
Nóż Bowie występuje w filmach o boju o Alamo: z roku (1960) i (2004), jak i w trzech pierwszych filmach z serii Rambo: Rambo – Pierwsza krew (1981)
Rambo II (1985) Rambo III (1988) oraz w australijskich filmach Krokodyl Dundee (1986) i Krokodyl Dundee II (1988).